# Santiago Ramos (ator)
Santiago Ramos Sánchez (Boadilla, 1 de agosto de 1949), é um ator espanhol. Ganhou o Prêmio Goya de melhor ator por sua atuação em Como un relámpago (1996).
Ele se tornou popular entre o grande público da televisão por sua atuação como Andrés Guerra em Aquí no hay quien viva de 2004 a 2006.